# Pierre Berthelier
Pour les articles homonymes, voir Berthelier.
Pierre Berthelier, né Philibert Pierre Louis Berthelier à Paris 9e le 28 juillet 1878 et mort à Carolles le 23 mars 1941, est un peintre français.

## Biographie
Fils de Jean Berthelier, il expose dès 1926 à la Rétrospective des indépendants les toiles Étude, Normande, Huttes de gardes-côtes et De ma fenêtre puis en 1928 au Salon des indépendants, Sur le quai à Cancale. 